# Теканто (муниципалитет)
Теканто́ (исп. Tekantó) — муниципалитет в Мексике, штат Юкатан, с административным центром в одноимённом городе. Численность населения, по данным переписи 2010 года, составила 3683 человека.

## Общие сведения
Название Tekantó c майяйского языка можно перевести как: место, где растёт дерево канто.
Площадь муниципалитета равна 80 км², что составляет 0,2 % от площади штата, а наивысшая точка — 11 метров над уровнем моря, расположена в поселении Сан-Франсиско-Цон.
Он граничит с другими муниципалитетами Юкатана: на севере с Сумой, на востоке с Теей, на юге с Исамалем, и на западе с Бокобой.

## Учреждение и состав
Муниципалитет был образован в 1900 году, в его состав входит 5 населённых пунктов:
| Код INEGI                  | Населённый пункт                                                                | Численность населения (2005 год) | Численность населения (2010 год) |
| -------------------------- | ------------------------------------------------------------------------------- | -------------------------------- | -------------------------------- |
| 078                        | Всего                                                                           | 3780                             | 3683                             |
| 0001                       | Теканто (исп. Tekantó) 21°00′38″ с. ш. 89°06′20″ з. д. (административный центр) | 3151                             | 3105                             |
| 0005                       | Тишкочох (исп. Tixkochoh) 21°00′50″ с. ш. 89°04′50″ з. д.                       | 398                              | 349                              |
| 0003                       | Сан-Франсиско-Цон (исп. San Francisco Dzón) 20°58′54″ с. ш. 89°08′40″ з. д.     | 157                              | 175                              |
| 0004                       | Санлатах (исп. Sanlatah) 21°02′26″ с. ш. 89°08′50″ з. д.                        | 73                               | 48                               |
| 0033                       | Монтекристо (исп. Montecristo) 21°02′10″ с. ш. 89°08′20″ з. д.                  | 1                                | 6                                |
| Названия на карте Генштаба |                                                                                 |                                  |                                  |

## Экономика
По статистическим данным 2000 года, работоспособное население занято по секторам экономики в следующих пропорциях:
- торговля, сферы услуг и туризма — 39,6 %;
- производство и строительство — 36,2 %;
- сельское хозяйство и скотоводство — 23,7 %;
- безработные — 0,5 %.

## Инфраструктура
По статистическим данным 2010 года, инфраструктура развита следующим образом:
- протяжённость дорог: 74,1 км;
- электрификация: 97 %;
- водоснабжение: 95,5 %;
- водоотведение: 60,9 %.

## Достопримечательности
В муниципалитете можно посетить:
- церковь Святого Августина, построенную в XVIII веке, а также часовню Святого Рамона;
- бывшие асьенды Мукуйче и Санлатах, построенные в колониальную эпоху;
- археологический памятник цивилизации майя — Чумула.

## Фотографии

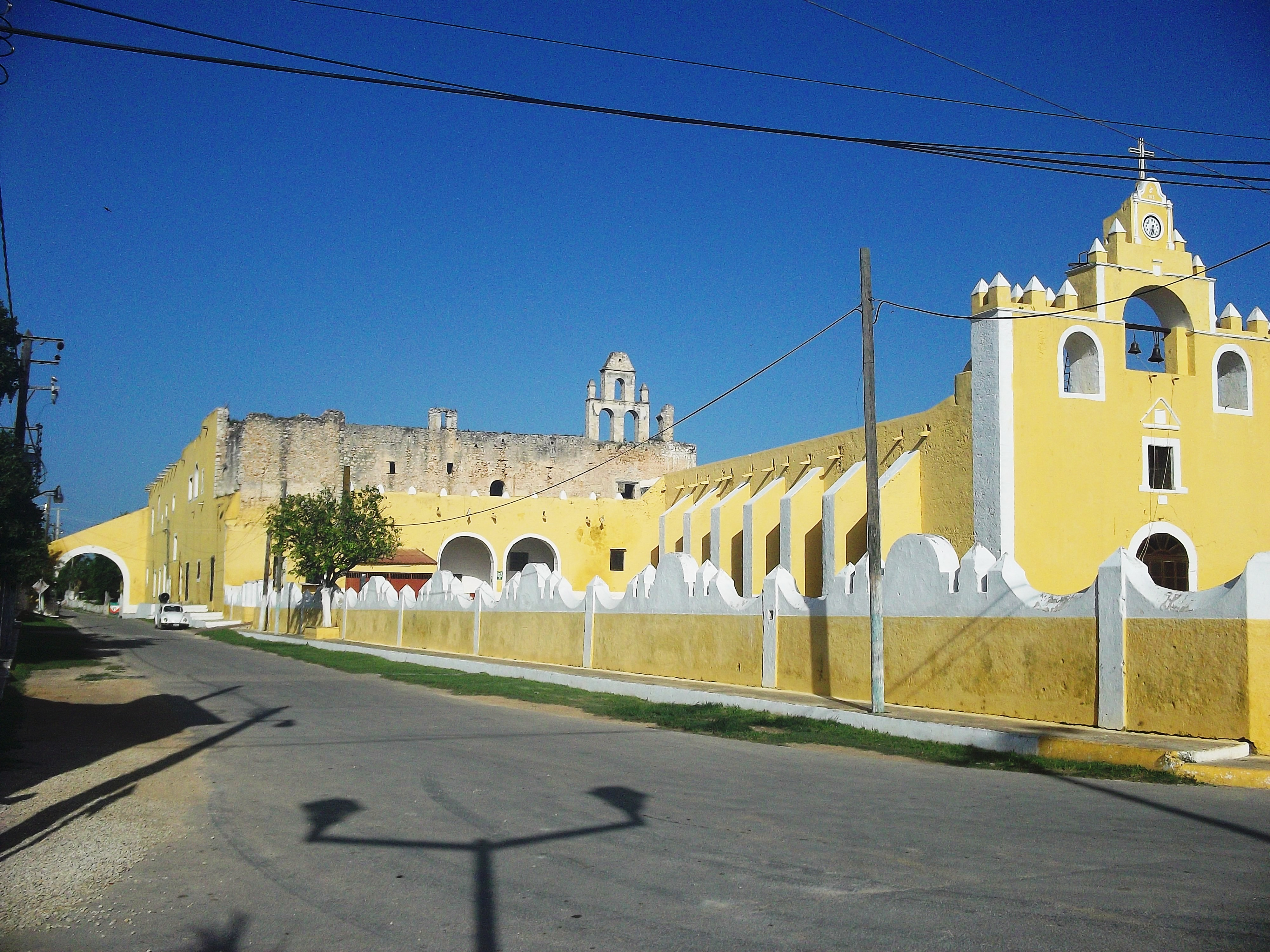
Церковь Святого Августина
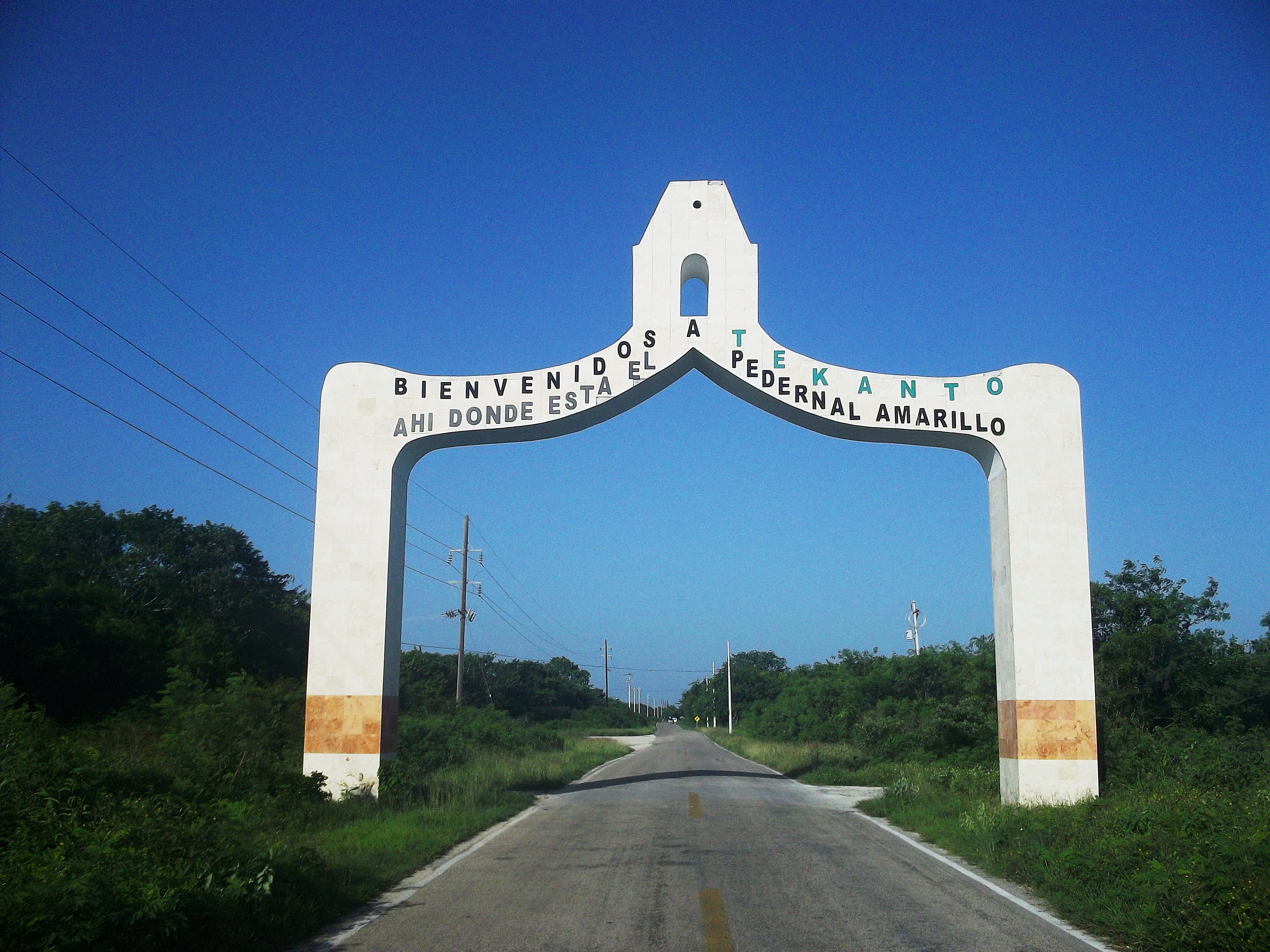
Арка на въезде в Теканто
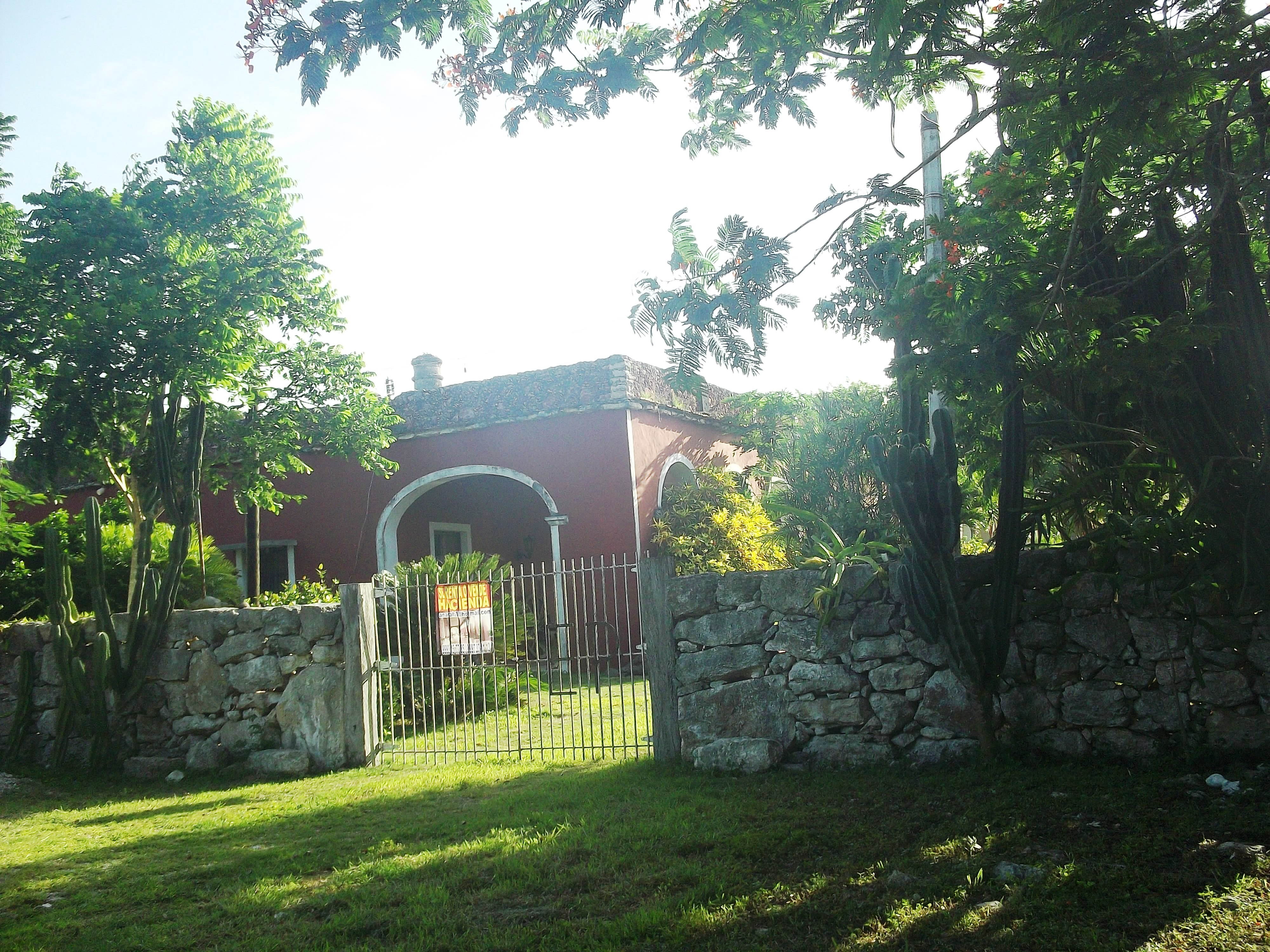
Бывшая асьенда Санлатах
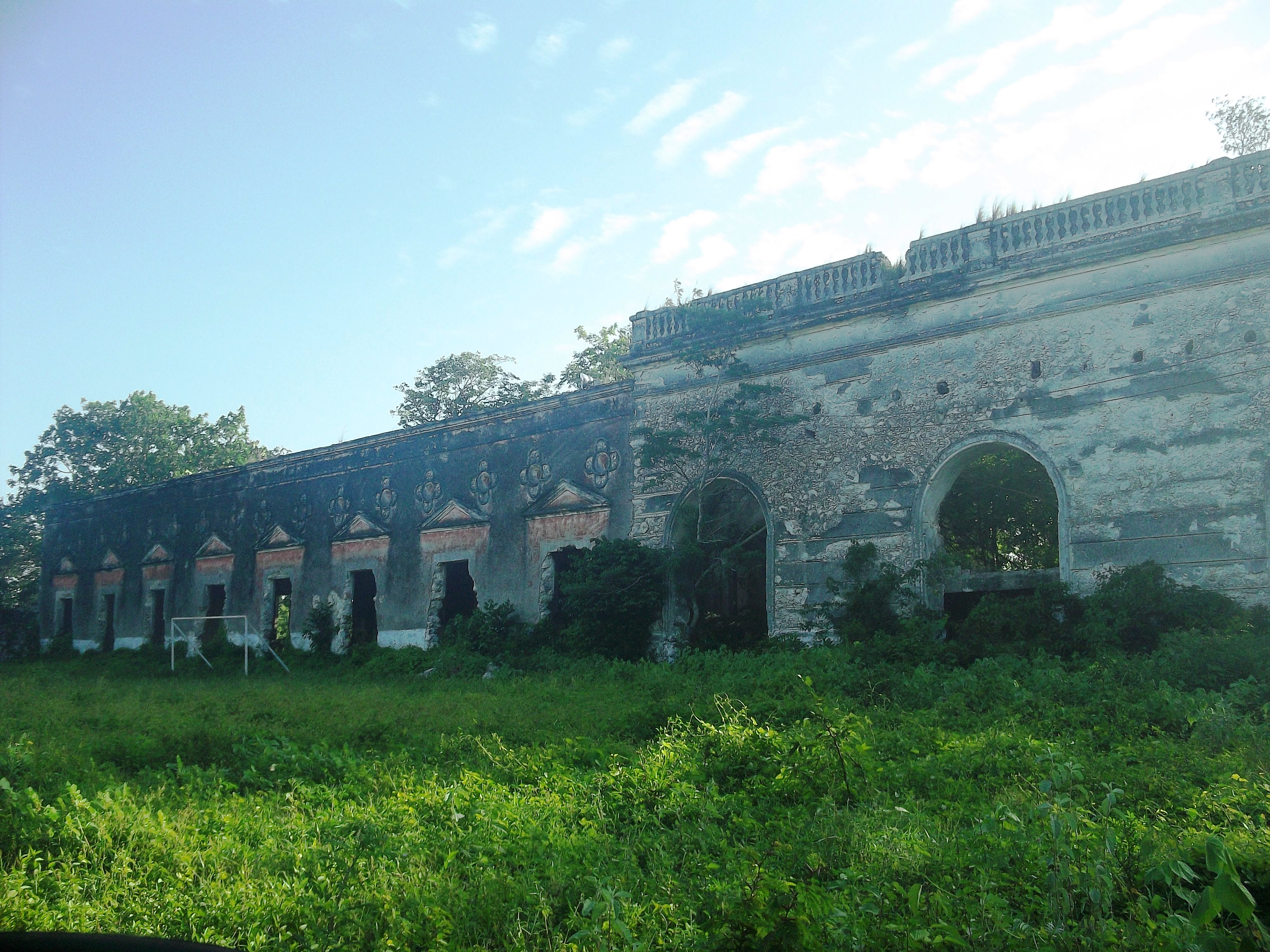
Бывшая асьенда в Сан-Франсиско-Цоне
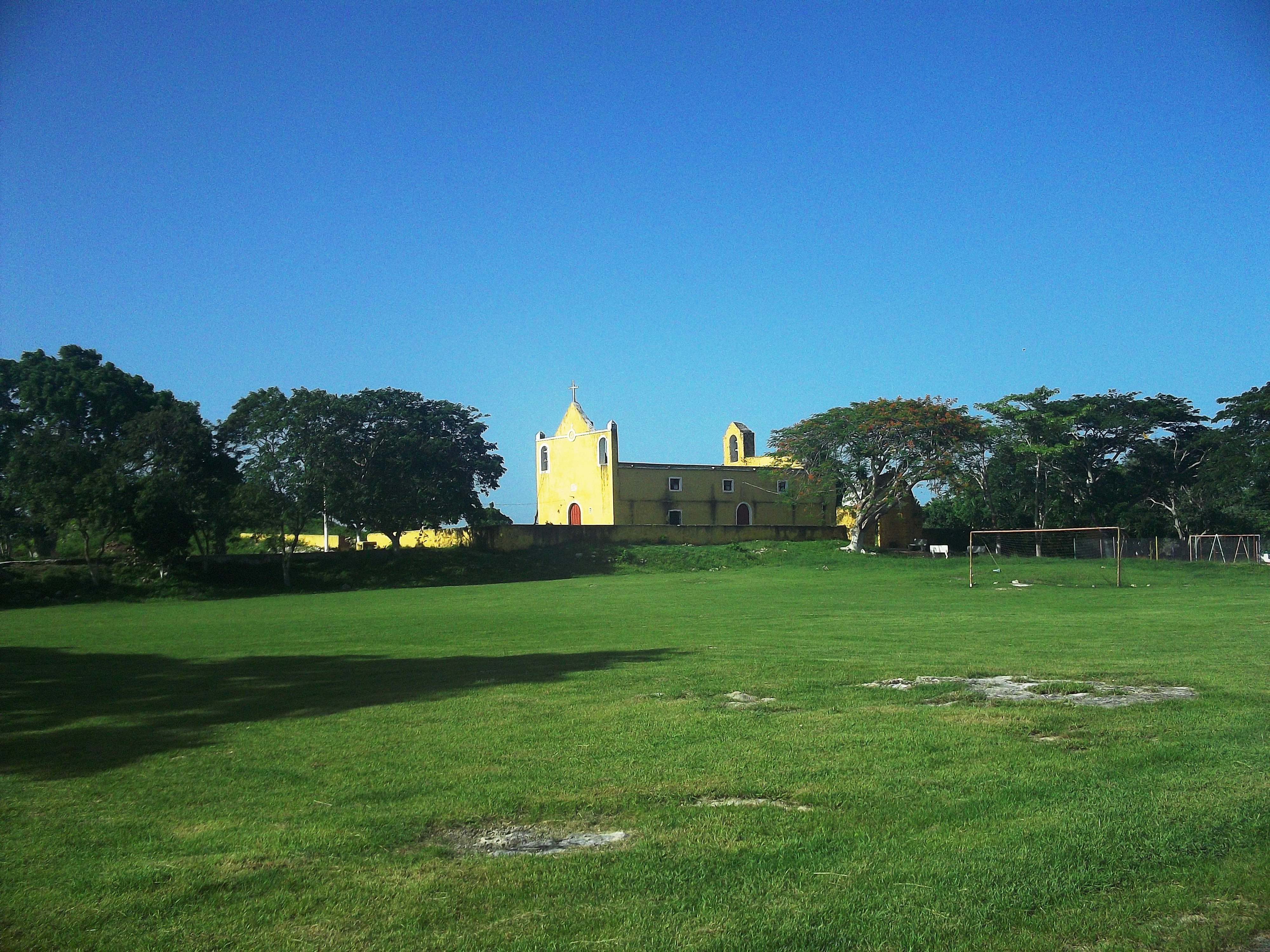
Церковь в Тишкочохе
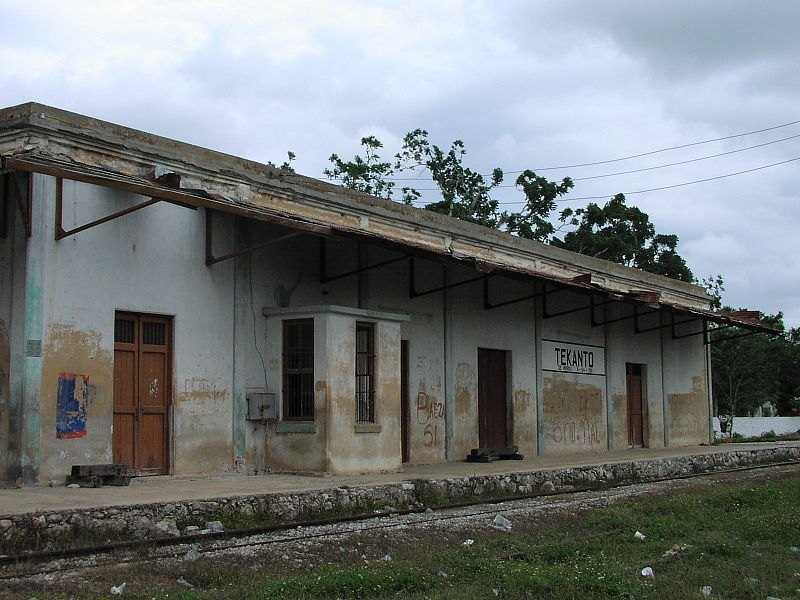
Заброшенная ж/д станция Теканто